# Картавин, Антон Викторович
Антон Викторович Картавин (род. 13 декабря 1984, Новосибирск) — российский политик. Депутат совета депутатов города Новосибирска VII созыва (2020–2024).

## Биография
Родился в Новосибирске 13 декабря 1984 года.
Окончил новосибирскую гимназию № 1. Во время обучения участвовал в олимпиадах, в том числе международного уровня.
Окончил Томский политехнический университет по специальности «Горный инженер-геолог». Основное место работы — технический директор инженерной компании.
В 2015 году занял четвёртое место в праймериз Демократической коалиции на выборах в Законодательное собрание Новосибирской области. Был выдвинут по партийному списку партии РПР-Парнас, но получил отказ в регистрации.
В 2017 году принимал участие в организации митингов против повышения тарифов ЖКХ в Новосибирске. Был волонтёром на президентской избирательной кампании Алексея Навального в 2017—2018 годах, и на мэрской кампании Сергея Бойко в 2019 году.
13 сентября 2020 года занял первое место на выборах в совет депутатов Новосибирска на округе № 25 в Ленинском районе (микрорайоны Горский и Башня, ул. Планировочная и район станции метро Студенческая), набрав 1869 голосов (45,92 %). В горсовете входит в комиссию по научно-производственному развитию и предпринимательству, а также в комиссию по городскому хозяйству.
21 февраля 2022 года Октябрьский районный суд удовлетворил иск ГУ МВД Новосибирской области к Антону Картавину и видеоблогеру Тимуру Ханову. Их обязали выплатить более трёх миллионов рублей за «сверхурочную» работу полиции на митинге в поддержку Алексея Навального 30 января 2021 года. В сентябре судебные приставы арестовали банковские счета Картавина.
В мае 2022 года вместе с движением «Комфортный регион» организовал сбор подписей жителей города против строительства надземного пешеходного перехода на площади Лыщинского. Всего было собрано 2204 подписи. В июле мэр Новосибирска Анатолий Локоть заявил об исключении перехода из проекта благоустройства площади.
19 мая 2022 года дома у Картавина прошёл обыск по уголовному делу против ФБК, в котором он фигурировал в статусе свидетеля. Обыск закончился шестичасовым допросом в главном управление МВД Новосибирска, после чего Картавина отпустили.
В декабре 2022 года после жалобы Картавина областное управление федеральной антимонопольной службы потребовало у мэрии Новосибирска расторгнуть договоры аренды участков земли на городском пляже реки Обь в Ленинском районе. На участках планировалось возведение жилья.
Высказывался против выделения средств из городского бюджета на закупку обмундирования для военнослужащих, а также против отмены прямых выборов мэра Новосибирска, назвав последнее решением с сомнительной легитимностью.
В феврале-марте 2023 года организовал митинги против повышения тарифов ЖКХ в Новосибирской области, после того как некоторые взносы выросли за год более чем на 24 %. Мэрия Новосибирска оба раза не согласовала акции в центре города и предложила площадки около недействующего городского аэропорта и в парке среди жилой застройки. По разным оценкам, мероприятия собрали от менее чем сотни до пятисот человек.
Неоднократно выступал против высотной точечной застройки в Новосибирске.
В июне 2023 года Картавин стал одним из организаторов инициативной группы, подавшей заявку о проведении референдума о возврате прямых выборов мэра Новосибирска и других муниципальных образований области. Заявку отклонило Заксобрание НСО, которое и отменило прямые выборы за полгода до этого.
2 февраля 2024 года Министерство юстиции России внесло Картавина в реестр «иностранных агентов». 14 марта 2024 года Ленинский районный суд Новосибирска отказал Картавину в удовлетворении иска к Минюсту РФ о снятии этого статуса. В то же время, Минюст и Роскомнадзор подтвердили, что Картавин не получал деньги из иностранных источников.
В марте 2024 года подал коллективный иск от 40 жителей Ленинского района к Новосибирской теплосетевой компании о взыскании компенсации морального вреда. Претензии связаны с крупными авариями на магистральной теплотрассе в январе 2024 года.
13 ноября 2024 года Горсовет Новосибирска проголосовал за лишение мандатов Антона Картавина и Светланы Каверзиной из-за статусов «иностранных агентов».